# Pijusti
Pijusti ali Pijušti je bil hatski kralj, ki je vladal v 17. stoletju pr. n. št. (kratka kronologija). Omenjen je v zapisih Anitte, kralja Kuššare, ki pravijo, da je Pijustija najmanj dvakrat porazil.

## Anita in Pijusti
V drugem spopadu so bili Pijusti in njegove pomožne čete premagani v mestu Šalampa. Pijustijev poraz in izčrpanost hatskih vojakov zaradi lakote sta Aniti omogočila osvojiti Hatušo. Anita je hatsko prestolnico popolnoma uničil, da so jo morali kasnejši hetitski kralji ponovno zgraditi.

## Sklic
1. ↑  Charles Allen Burney. Historical Dictionary of the Hittites.

| Pijusti                               |                                                          |                                     |
| Vladarski nazivi                      |                                                          |                                     |
| Predhodnik: zadnji znani vladar Pamba | Kralj Hatov 17. stoletje pr. n. št. (kratka kronologija) | Naslednik: Anita kot hetitski kralj |